# Hermann Klugkist
Hermann Johann Klugkist (* 25. März 1905 in Uthwerdum; † 23. Januar 1986 in Engerhafe) war ein deutscher Viehzüchter.

## Leben und Wirken
Hermann Klugkist kam aus einer renommierten Familie von Bauern. Er absolvierte eine Ausbildung auf dem Hof seiner Eltern und besuchte währenddessen eine Landwirtschaftsschule in Norden. Er lernte ein Semester in Hildesheim und legte 1927 am Albert-Thaer-Seminar in Celle die Mittlere Reifeprüfung mit dem Prädikat als „Staatlich geprüfter Landwirt“ ab. Anschließend arbeitete er mehrere Jahre auf dem Hof seiner Eltern in Georgsheil und in einem Großbetrieb in Schlesien. 1935 wurde er zum Vereidigten landwirtschaftlichen Sachverständigen für die Region des Landesfinanzamtes Weser-Ems und wenig später darüber hinaus zum Amtlichen Bodenschätzer ernannt.
1939 heiratete Klugkist Theda Marie Lindena und wurde im selben Jahr zum Kriegsdienst eingezogen. Danach arbeitete er als Bezirksrat in der Verwaltung von besetzen Ostregionen. Die englische Militärbehörde entließ ihn 1946. Anschließend leitete er den Hof seiner Eltern und wählte für seine Hochleistungsherde Holstein-Friesian. Er gehörte zu den ersten Landwirten Ostfrieslands, die diese Rinder bewusst wählten.
In den Folgejahren bemühte sich Klugkist ehrenamtlich, die Viehwirtschaft in Ostfriesland ganzheitlich zu verbessern. 1947 erhielt er einen Ruf in den Vorstand des Vereins Ostfriesischer Stammtierzüchter, in dem er sich gegen erbitterte Vorbehalte bemühte, die künstliche Besamung, vor allem beim Schwarbunten Rind, einzuführen. Bei Gründung der Rinderbesamungsanstalt in Georgsheil im Jahr 1948 wurde Klugkist zu deren Vorsitzenden ernannt.
Neben dem Engagement für die Rinderzucht engagierte sich Klugkist ab 1950 als fachkundiger Beisitzer am Landgericht Auricht und dem Oberlandesgericht Oldenburg. Er gehörte dem Vorstand der Auricher Viehverwertungsgenossenschaft an und arbeitete als Sachverständiger und später Vizepräsident der Landwirtschaftskammer Weser-Ems. Neben zahlreichen weiteren Ämtern engagierte er sich von 1962 bis 1974 als Kreislandwirt des Landkreises Aurich und repräsentierte in seinen Ämtern die Bauern in überregionalen Organisationen. Mit seinem Wirken verschaffte er der Tierzucht der Region weltweite Bedeutung.
Klugkist lehnte eine öffentliche Auszeichnung immer ab. Als er am 10. Januar 1973 das Bundesverdienstkreuz am Bande erhalten sollte, nahm er dieses nicht an, auch weil er meinte, nur pflichtbewusst gehandelt zu haben.